# Szárcsatelek
Szárcsatelek (szerbül: Нова Сарча, románul: Sărăcea) Szárcsa település része 1947. óta a szerb Vajdaság Közép-bánsági körzetének Torontálszécsány községében. Azelőtt önálló község volt.

## Története
Azelőtt Román-Szárcsa. Temes menti kisközség. Házainak száma 225, lakosaié 1348, a kik görögkeleti vallásúak és román ajkúak. Már a középkorban fennállott és Temes vagy inkább Keve vármegyéhez tartozott. Legrégibb neve Szárcsatelek volt. 1338-ban Borzvatő-Baka (a mai Bóka) helységgel határos faluként szerepel. A hódoltság alatt nem pusztult el; az 1717. évi összeírásban és az 1723–25. évi térképen is a lakott helyek között találjuk. A következő évtizedekben azonban elpusztult és lakosai elszéledtek. 1767-ben a temesvári igazgatóság marosmenti románokat telepített e kincstári pusztára. 1801 táján a zágrábi káptalan, illetőleg aurániai perjelség birtokába került. A mikor németeket telepítettek ide, a kik a románoktól elkülönített területen építették fel házaikat, a helységet Oláh-Szárcsának kezdték nevezni, szemben a németektől lakott Német-Szárcsával. A községbeli görögkeleti templom 1896-ban épült. A trianoni békeszerződés előtt Torontál vármegye Módosi járásához tartozott.